# Villa Rica, Georgia
Villa Rica är en stad (city) i Carroll County, och  Douglas County, i delstaten Georgia, USA. Enligt United States Census Bureau har staden en folkmängd på 14 047 invånare (2011) och en landarea på 36,9 km².